# 枣庄学院
枣庄学院是一所位于中华人民共和国山东省枣庄市的省属公办全日制普通本科高校。該校由山東省人民政府舉辦，并实行山东省人民政府与枣庄市人民政府共建，枣庄市主管的管理体制。
枣庄学院的历史可以追溯到1971年成立的枣庄教师进修学院，主要为当地教师提供培训，2004年升格为本科层次的枣庄学院，成为枣庄市首座本科高等院校。学校教育体系亦逐步过渡到本科教育，並形成了較為齊全的學科門類。截止到2022年，枣庄学院有专任教师1,124人，全日制在校生20,036人，开设67个本科专业，亦开设了一些专科专业。学校在煤矿化工、世界语等领域的教學科研亦具有一定實力。截至2022年，枣庄学院也是中国大陆唯一具有世界语专业的高等院校。

## 历史沿革
枣庄学院的前身为1971年建立的枣庄市教师进修学校。1984年6月，山东省人民政府同意在枣庄市教师进修学校之基础上成立枣庄师范专科学校，该校自此开始招收应届高中毕业生，学制2年。与此同时，学校亦受中共枣庄市委组织部委托，代办了2个干部专修班。2004年5月，中华人民共和国教育部同意该校升格为全日制普通本科院校，并更名为枣庄学院。
2012年，枣庄师范学校并入该校。2021年，枣庄学院启用新校区。

## 校园环境
枣庄学院校本部位于山东省枣庄市市中区北安路1号，校园周边多农田、山林。联外交通较为便捷，该校区有枣庄公交9、27、46路公交线联外，又通过S83枣庄连接线高速公路与京福高速相连接。建校之初校区占地500余亩，随后因为学校招生规模扩大而不断扩建。2021年，学校在薛城区建立新城校区，地址在该区民生路南路1号，东隔民生路与山东煤炭卫生学校新校区相望。新校区有枣庄公交109路、117路公交线连接京沪高速铁路的棗莊站。

## 学术研究

### 学科设置
在1984年枣庄师范专科学校创校之初，学校共设政教、中文、数学、物理、化学、英语、生物、地理、农师等9个专业，主要以培养合格中小学教员为教学目标。升格为本科层次的枣庄学院后，学校所设专业更加多元化。至2022年9月，枣庄学院设有22个教学院部，共开设普通本科专业67个，专科专业18个。其中生物制药专业、健康服务与管理专业为2022年新增。学校的理工科学科专业较多，教师教育类、文化创意类学科等类型的专业亦协调发展，应用型学科专业特色明显。同时，枣庄学院是中华人民共和国少数提供世界语专业课程的高等院校，学校自2011年开设世界语选修课，2018年成立世界语本科专业。
| 教学单位名称           | 学科 | 网页 |
| ---------------------- | --- | ---- |
| 文学院                 | 汉语言文学（师范类）、网络与新媒体                                                                           | ※    |
| 外国语学院             | 英文师范、日文、世界文                                                                                       | ※    |
| 政治与社会发展学院     | 思想政治教育（师范类）、历史学（师范类）、行政管理                                                           | ※    |
| 工学院                 | 数学与应用数学（师范类）、金融数学、数学与应用数学（校企合作）、金融工程                                     | ※    |
| 机电工程学院           | 电气工程及其自动化、机器人工程、机械设计制造及其自动化、工业设计                                             | ※    |
| 光电学院               | 光电信息科学与工程、通信工程、电子信息工程                                                                   | ※    |
| 生命科学学院           | 化学（师范类）、化学工程与工艺、应用化学、材料科学与工程                                                     | ※    |
| 食品科学与制药工程学院 | 食品科学与工程、食品质量与安全、制药工程                                                                     | ※    |
| 体育学院               | 体育教育（师范类）、舞蹈表演（体育舞蹈方向及健美操方向）                                                     | ※    |
| 旅游与资源环境学院     | 地理科学（师范类）、地理信息科学、旅游管理、酒店管理                                                         | ※    |
| 音乐与舞蹈学院         | 音乐学（师范类）、舞蹈学                                                                                     | ※    |
| 美术与艺术设计学院     | 美术学（师范类）、视觉传达设计、环境设计、产品设计、书法学                                                   | ※    |
| 经济与管理学院         | 财务管理、财务管理、市场营销、经济统计学                                                                     | ※    |
| 心理与教育科学学院     | 小学教育（师范类）、学前教育（师范类）                                                                       | ※    |
| 信息科学与工程学院     | 计算机科学与技术（云计算方向、虚拟现实方向、UI与多媒体交互设计方向、软件外包方向）；网络工程（移动通信方向） | ※    |
| 传媒学院               | 广播电视编导、广播电视编导（数字影视制作）、动画、数字媒体艺术                                               | ※    |
| 城市与建筑工程学院     | 土木工程、给排水科学与工程、城市地下空间工程                                                                 | ※    |
| 初等教育学院           | 学前教育（五年一贯制）                                                                                       | ※    |
| 马克思主义学院         | （主管主管全校學生思想政治教育課程）、思想政治教育（师范）                                                   | ※    |

### 学校师资
枣庄学院加大人才引进力度，不断吸引优秀教员。截止到2021年9月，学院有专任教师1,040人，外聘教师247人，双师型教师401人。折合专任教师总数为1,124人。其中有入选国家“长江学者”、“国家杰出青年基金”、“國家高層次人才特殊支持計劃”之专家人才共13人，国家教育部“新世纪优秀人才支持计划”入选者、山东省“泰山学者”各类中青年专家等省级人才12人，专兼职博士生、硕士生导师80余人。另外，中国科学院院士王梓坤及姚建铨也被枣庄学院聘为名誉校长。

### 学术资源
20世纪80年代，枣庄师范专科学校中文系副教授陈梦麟编写的《墨辩逻辑学》、鲍延毅编写的《郁离子寓言故事选译》等学术专著就已经出版并于中国大陆发行。现今，枣庄学院不仅因地制宜，依托枣庄市的煤矿资源优势建立了鲁南煤化工工程技术研究院、依托其位於墨子的故鄉之獨特歷史文化資源優勢建立了墨子研究院等一些高等科研机构。更引入世界语，与中华全国世界语协会联合在校园内创立了亚洲首座世界語博物馆，并建立了世界语研究平台，取得了一定成效，其中学院编纂的《中国世界语运动史料》获得枣庄市第26届优秀社会科学研究成果一等奖，另外学校翻译的世界文版《聊斋志异》、《墨子》等典籍也得到了一些积极反响。

## 校园文化
枣庄学院位於魯班、墨子的故鄉枣庄市，該大學亦重視將其二人思想融入校風，在傳承創新中華文化方面形成了特色優勢。該校的標識中也不乏墨家文化的影響。其中校训“兼爱尚贤、博物戴行”取自《墨子》，而学校的校风则为“厚德明道、敬慎固本”、教风为“淳谨修身、任重致远”、学风为“志强智达、言信行果”。另外，“匠心文化”则是代表枣庄学院的文化品牌。
枣庄学院积极开展艺术实践活动。依托音乐节、读书节、科技文化艺术节、社团文化节、校园文化活动月等学生节日，以促进校内学生社团、文体竞赛及学术活动，一定程度上丰富了该校学生生活以及艺术审美体验；学院亦重视学生美学素养，支持成立了北园话剧社、民间手工艺协会等一批具有特色的艺术类学生社团。截至2021年9月，学校共成立了67个学生社团。